# إميلي ميتشيل
إميلي ميتشيل (بالإنجليزية: Emily Mitchell)‏ (26 أبريل 1975، لندن في المملكة المتحدة)؛ روائية أمريكية.